# كريستوفر سبنسر فووت
كريستوفر سبنسر فووت (بالإنجليزية: Christopher Spencer Foote)‏ هو كيميائي أمريكي، ولد في 5 يونيو 1935 في هارتفورد في الولايات المتحدة، وتوفي في 13 يونيو 2005 في سانتا مونيكا في الولايات المتحدة.